# Abrota jumna
Abrota jumna är en fjärilsart som beskrevs av Moore 1865. Abrota jumna ingår i släktet Abrota och familjen praktfjärilar. Inga underarter finns listade i Catalogue of Life.